# Андрей Вилькицкий (ледокол)
Андрей Вилькицкий — российское дизель-электрическое ледокольное судно обеспечения проекта Aker ARC 130A.

## Общие сведения
Мощность двигателя 22 мегаватта; габариты корпуса 121,7 на 26 метров. В носовой части есть вертолётная площадка, способная принять борт весом до 14 тонн.
С января 2019 года начал работу в районе Северного морского пути для обеспечения круглогодичных перевозок арктической нефти. Может использоваться в спасательных операциях.

## Название
Ледокол назван в честь русского гидрографа и полярного исследователя А. И. Вилькицкого. ТТХ соответствуют однотипному ледоколу «Александр Санников».